# Ten on Ten
Ten on Ten là album phòng thu thứ ba của nữ ca sĩ người Việt Nam Đông Nhi, do công ty giải trí 6th Sense Entertainment phát hành dưới sự phân phối của Universal Music Group. Ten on Ten đánh dấu kỷ niệm mười năm sự nghiệp ca hát của nữ ca sĩ và cũng là album đầu tiên của cô sau bốn năm, kể từ khi I Wanna Dance được ra mắt vào năm 2014. Album đa phần tập trung vào thể loại EDM, dance-pop và R&B, với nhiều bài hát mang thông điệp tôn vinh nữ quyền. Đông Nhi đã dành một năm để hoàn thiện Ten on Ten cùng nhạc sĩ Đỗ Hiếu, người phụ trách sản xuất phần lớn các ca khúc trong album.
Ba đĩa đơn – "Xin lỗi anh quá phiền", "Giả vờ say" và "Gọi em đi" – lần lượt được phát hành trước khi Ten on Ten ra mắt chính thức vào ngày 9 tháng 12 năm 2018. Phiên bản bộ hộp chứa đĩa vật lý giới hạn của album mang tên Golden Days, gây chú ý khi nặng tới 7 kg và được bán với giá kỷ lục 2 triệu đồng. Ten on Ten đã nhận được một đề cử Keeng Young Awards cho hạng mục Album của năm. Hai đĩa đơn "Xin lỗi anh quá phiền" và "Giả vờ say" lần lượt giúp Đông Nhi chiến thắng một giải Keeng Young Awards cho hạng mục Ca khúc nhạc Dance và một giải Mai Vàng cho hạng mục Nữ ca sĩ nhạc nhẹ. Một đêm hòa nhạc quảng bá cho album đã được tổ chức vào tháng 12 năm 2018 tại Sân vận động Quân khu 7. Buổi diễn này nhận được nhiều lời khen ngợi từ báo chí và sau đó còn được đề cử cho một giải Cống hiến ở hạng mục Chương trình của năm.

## Hoàn cảnh ra đời
Vào năm 2014, album I Wanna Dance đã đánh dấu sự thay đổi trong hình ảnh lẫn chất liệu âm nhạc của Đông Nhi khi cô chuyển giao từ thể loại pop sang dòng nhạc dance điện tử (EDM). Bên cạnh đó, nữ ca sĩ còn tham gia mùa đầu tiên chương trình truyền hình Hoà âm Ánh sáng, một cuộc thi dành cho các nghệ sĩ nổi tiếng thi đấu trong việc sản xuất và trình diễn nhạc EDM. Cô đã giành được giải Đặc biệt, ngôi vị cao nhất của chương trình, cùng hai đồng đội của mình là DJ Mike Hào và nhạc sĩ Đỗ Hiếu. Sau khi chương trình kết thúc, Đông Nhi đã cho ra mắt nhiều đĩa đơn riêng lẻ như "Boom Boom" và "Cô ba Sài Gòn". Vào tháng 11 năm 2016, nữ ca sĩ xác nhận album phòng thu mới của cô sẽ được phát hành vào tháng 12. Theo mô tả của thông cáo báo chí, album lần này sẽ thuộc thể loại EDM, electro dance và mang ảnh hưởng trap, house. Đông Nhi đã trình diễn ba ca khúc nằm trong album này tại đêm hòa nhạc It's Showtime do cô tổ chức vào cuối năm ấy. Sau khi ngày phát hành bị tiếp tục dời sang tháng 2 năm 2017, album này cuối cùng lại không được ra mắt. Thay vào đó, ba ca khúc nhắc trên được tổng hợp thành EP Xin anh đừng phát hành vào tháng 4 cùng năm.
Đầu năm 2018, một nhóm fan hâm mộ của nữ ca sĩ đã lên tiếng phản đối việc cô không lắng nghe ý kiến đóng góp từ khán giả, nhất là khi các sản phẩm EDM ra mắt sau này bị kém thành công hơn các sản phẩm pop trước đó của cô. Người cộng tác thân thiết của nữ ca sĩ, Đỗ Hiếu, cũng gặp áp lực khi nhiều khán giả lên tiếng yêu cầu anh ngưng hợp tác với Đông Nhi. Sau khi ban quản lý của cô xảy ra mâu thuẫn với nhóm fan, Đông Nhi đã suy xét tới việc giải nghệ. Cô giải thích rằng mình bị "tổn thương" khi "có một số bạn trẻ chưa hiểu được những gì mình đang làm." Tuy nhiên, vào thời điểm Ten on Ten sắp phát hành, Đông Nhi cho rằng khán giả đã không còn "hoang mang" về hướng đi hiện tại của cô.

## Sáng tác
Ten on Ten đa phần tập trung vào thể loại EDM, dance-pop và R&B. Theo nữ ca sĩ, các ca khúc trong album được cô chọn lọc dựa theo cá tính âm nhạc của bản thân, thị hiếu hiện tại của khán giả và phong cách mà cô muốn hướng tới trong tương lai. Bài hát mở đầu, "Giả vờ say", là sáng tác đầu tiên được viết cho album và phải mất đến hai tháng để Đỗ Hiếu hoàn tất khâu sản xuất sau nhiều lần chỉnh sửa. Ca khúc thuộc dòng nhạc R&B, chill-out và reggae, và được Zing mô tả là mang tiết tấu chậm, "ma mị," nhưng vẫn có "nhấn nhá, cao trào." Đông Nhi và Đỗ Hiếu đã cùng nhau sáng tác ra toàn bộ phần lời cho bài hát thứ sáu trong album, "Xin lỗi anh quá phiền", dựa trên câu chuyện có thật từ một người bạn thân của cô. Bài hát kết hợp âm thanh điện tử, nhạc pop Latinh, nhạc nhảy cùng vài đoạn vocal drop (phần drop biến thể giọng người thành điệu nhạc) mà Zing mô tả là "dồn dập".
Cặp thành viên của nhóm Uni5 (nhóm nhạc được Ông Cao Thắng quản lý thông qua 6th Sense Entertainment), Lục Huy và Toof.P, theo thứ tự sáng tác hai ca khúc trong Ten on Ten là "Kẹt nguyệt" và "Đóng cửa then cài trám xi măng". "Vì em quá yêu anh" đã được đưa vào album phút chót để làm tròn số lượng bài hát lên 10, tuơng đương với con số 10 năm kỷ niệm. Đông Nhi đồng sáng tác bản nhạc này cùng Huỳnh Hiền Năng vì cô nhận định fan hâm mộ "cũng đang trông chờ" một bài hát ballad đến từ cô. Nữ ca sĩ muốn nhắn gửi thông điệp về nữ quyền thông qua Ten on Ten. "Xin lỗi anh quá phiền", "Con rối của em" và "Gọi em đi" được xem là một số những sáng tác tiêu biểu trong album phản ánh thông điệp này. Cô cùng ê-kíp của mình tại 6th Sense Entertainment đã dành một năm để song song hoàn thiện album và chuẩn bị cho đêm hòa nhạc cùng tên.

## Phát hành và quảng bá

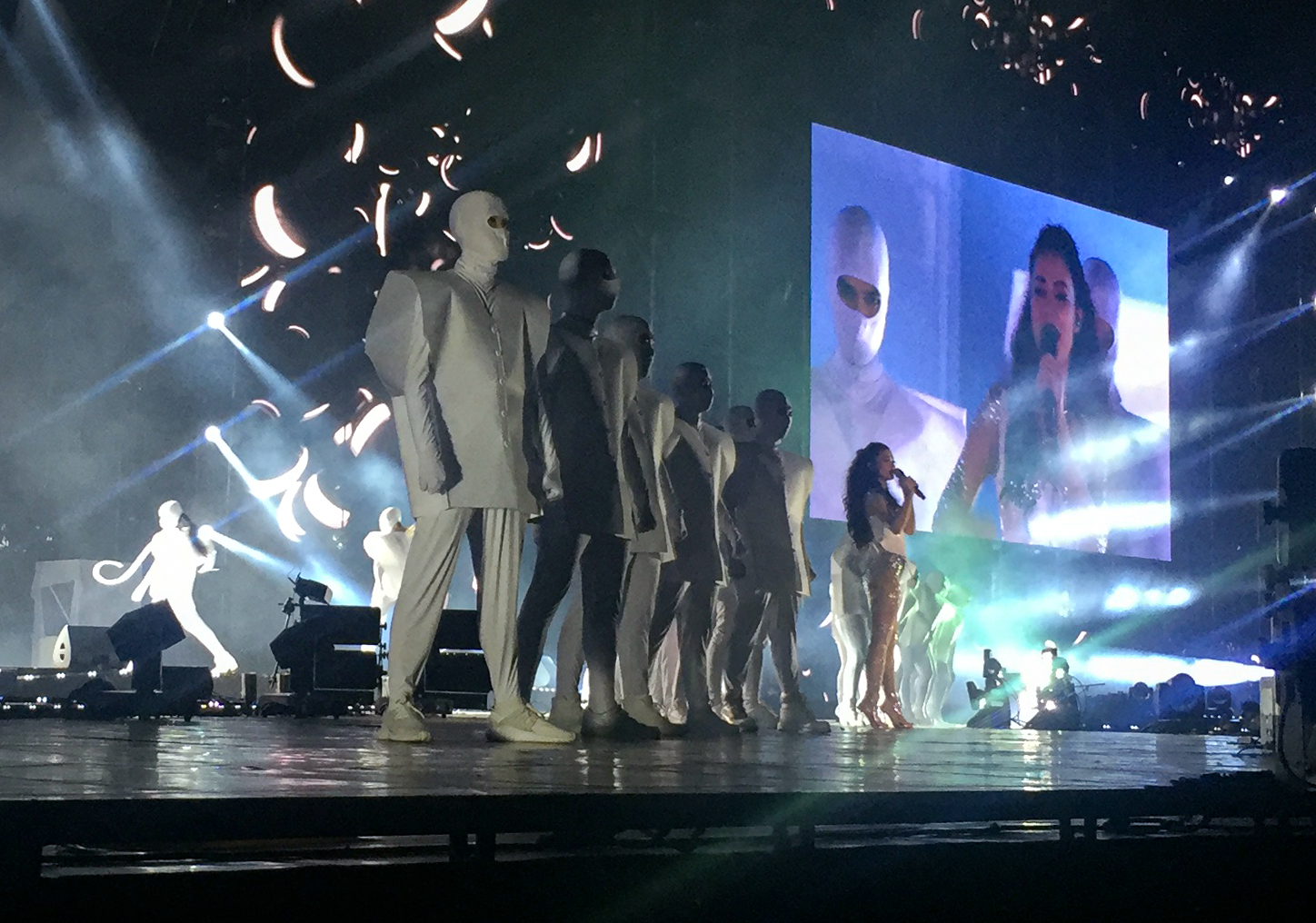
Đông Nhi trình diễn tại đêm nhạc Ten on Ten trong tạo hình "sinh vật đột biến." Một nữ vũ công (góc trái, dưới) đang cầm phần đuôi của bộ trang phục

Vào tháng 10 năm 2018, Đông Nhi công bố phát hành album phòng thu kỷ niệm 10 năm sự nghiệp mang tên Ten on Ten. Nhan đề của album được giải thích là thể hiện niềm mong muốn đạt được sự hoàn hảo "10 trên 10" trong âm nhạc của cô. Dù nhận thức được việc khó có thể kinh doanh album tại thị trường trong nước, Đông Nhi vẫn bảo vệ quyết định của mình khi khẳng định việc phát hành Ten on Ten là để ra mắt một "sản phẩm chính thống" nhằm ghi lại dấu mốc trong sự nghiệp. Cô cho rằng đĩa đơn không phải không có giá trị, nhưng khi chúng không được tổng hợp dưới dạng album, nó gây "uổng phí công sức và chất xám" của những người thực hiện. Một áp phích quảng bá cho album cũng được đăng tải cùng Đông Nhi trong tạo hình "sinh vật đột biến" có đuôi và tai nhọn. Nữ ca sĩ muốn đây là đại diện của một người phụ nữ "độc lập, tự do, mạnh mẽ, gợi cảm" và muốn gây phản ứng tò mò cho khán giả. Tuy nhiên, hình ảnh này đã bị cộng đồng mạng đem ra so sánh với các thiết kế nhân vật của Pokémon và Avatar (2009).
Đông Nhi xem Ten on Ten là một "chiến dịch" bao gồm 10 ngày sự kiện, trong đó có: ngày phát hành của các đĩa đơn và video âm nhạc, ngày ra mắt album và ngày cô tổ chức đêm hòa nhạc cùng tên tại Sân vận động Quân khu 7. Phiên bản đĩa vật lý giới hạn 2.000 bản của album mang tên Golden Days đã được phát hành vào ngày 9 tháng 12 năm 2018, đính kèm một sách ảnh cỡ lớn, vé VIP đến đêm hòa nhạc cùng nhiều vật lưu niệm khác như áo thun, khăn lụa và túi nhựa. Golden Days cũng gây chú ý khi nặng tới 7 kg và được bán với giá kỷ lục 2 triệu đồng. Giá bán này sau đó gặp phải nhiều phản đối bởi đối tượng fan của Đông Nhi chủ yếu là học sinh, sinh viên. Tuy nhiên, nữ ca sĩ cho biết ê-kíp của mình đã khảo sát từ nhiều nguồn và nhận thấy mức giá này hợp lý. Đông Nhi sau đó đã gửi tặng Golden Days đến các nghệ sĩ đồng nghiệp như Hồ Ngọc Hà. Một buổi ký tặng album và họp báo giới thiệu đêm hòa nhạc đã được cô tổ chức tại Thành phố Hồ Chí Minh. Vào ngày 14 tháng 12, Ten on Ten bị phát hành trực tuyến trễ hơn 4 ngày so với dự kiến vì lỗi tệp tin.

## Đĩa đơn
Đĩa đơn dẫn đầu của album, "Xin lỗi anh quá phiền", được phát hành vào tháng 10 năm 2018. Video âm nhạc của ca khúc được đạo diễn Đinh Hà Uyên Thư ghi hình trong một căn biệt thự cổ tại Đà Lạt. Zing cho rằng thể loại EDM mà cô theo đuổi đã trở nên cũ kỹ và chất nhạc Latinh của bài hát là chưa đủ nổi trội. Dù vậy, trang báo vẫn khen ngợi đoạn vocal drop là "gây ấn tượng nhất" và nhận xét sự pha trộn giữa các thể loại đã đưa ca khúc "bước ra vòng an toàn." Hoa Học Trò mang quan điểm tương tự, cho rằng bài hát "bắt tai nhưng chưa đủ để đọng lại." "Xin lỗi anh quá phiền" đã được nữ ca sĩ trình diễn tại Đại nhạc hội ASEAN – Nhật Bản năm 2018 và 2019, và tại hai chương trình Làn Sóng Xanh Next Step và V Heartbeat. Đông Nhi cũng đã thể hiện phiên bản giao hưởng của bài hát tại hai đêm nhạc được tổ chức tại Nhà hát Thành phố Hồ Chí Minh và Nhà hát Lớn Hà Nội vào cuối năm 2019. Thí sinh Hà Thu đã cover ca khúc ở mùa thi thứ 6 của chương trình Giọng hát Việt. Tuy nhiên, cô sau đó vấp phải tranh cãi khi đưa ra những bình luận thiếu tôn trọng đối với Đông Nhi và người hâm mộ của nữ ca sĩ.
Đĩa đơn thứ hai, "Giả vờ say", được phát hành vào tháng 11 năm 2018. Đạo diễn Phan Lên, người trước đây từng hợp tác với Đông Nhi trong ba video âm nhạc, chịu trách nhiệm thực hiện video âm nhạc cho ca khúc lần này. Tác phẩm mang phong cách giả tưởng/kinh dị này được xem là video đầu tư nhất của cô khi mất nhiều tháng để chuẩn bị, trong đó bao gồm hai tháng dàn dựng kỹ xảo 3D. Video âm nhạc của cả hai đĩa đơn đầu tiên được nhận xét là đều phản ánh thông điệp nữ quyền của Ten on Ten, riêng "Giả vờ say" theo sát hình tượng "sinh vật đột biến" mà album hướng tới. Zing khen ngợi "Giả vờ say" là "điểm sáng trong 'bức tranh' V-pop ảm đạm." Tuy chỉ trích cốt truyện thiếu liên kết của video, người viết vẫn cho rằng thành công khiêm tốn mà các sản phẩm của cô đạt được thường không tương xứng với chất lượng hình ảnh. Nữ ca sĩ đã trình diễn ca khúc tại chương trình V Heartbeat và tại đêm chung kết Hoa hậu Thế giới Việt Nam 2019. Thí sinh Hoài Sa cũng đã cover lại bài hát trong một tập phát sóng của chương trình Tình yêu hoàn mỹ.
Đĩa đơn và video âm nhạc thứ ba, "Gọi em đi", được phát hành vào tháng 12 năm 2018. Đông Nhi đã cùng ứng dụng TikTok tổ chức một cuộc thi cover lại vũ đạo của ca khúc, với giải thưởng là album và vé VIP tham dự đêm nhạc Ten on Ten. Video âm nhạc của "Người từng nói" tiếp tục được ra mắt vào tháng 1 năm 2019. Đoạn clip được đạo diễn bởi Trí Nghĩa, người đồng thời đảm trách vị trí giám đốc sáng tạo cho phần hình ảnh của album. "Người từng nói" và "Vì em quá yêu anh" đã được Đông Nhi trình diễn tại lễ trao giải Keeng Young Awards tổ chức năm 2019. Ngoài ra, nữ ca sĩ cũng đã trình diễn các bài hát khác trong album tại nhiều sự kiện. Trong đó, đáng chú ý nhất là màn trình diễn "Kẹt nguyệt" tại Đại nhạc hội ASEAN – Nhật Bản năm 2019 và "Đóng cửa then cài trám xi măng" tại đêm nhạc Yeah1 Universal Day. "Đóng cửa then cài trám xi măng" sau đó đã được cover lại trong một tập mùa thứ 3 của chương trình Trời sinh một cặp, còn "Người từng nói" được cover trong một tập của mùa thi thứ 6 chương trình Giọng hát Việt.

## Giải thưởng
Tại lễ trao giải Keeng Young Awards tổ chức năm 2019, "Xin lỗi anh quá phiền" đã chiến thắng hạng mục Ca khúc nhạc Dance và nhận được đề cử cho Ca khúc của năm và MV của năm. Ten on Ten đồng thời cũng được đề cử cho hạng mục Album của năm, nhưng phần thắng cuối cùng thuộc về Stardom (2018) của Vũ Cát Tường. Tại lễ trao giải này, Đông Nhi cũng đã giành lấy ngôi vị Ca sĩ của năm và được đề cử ở ba hạng mục khác. "Xin lỗi anh quá phiền" sau đó tiếp tục lọt vào danh sách vòng loại của hạng mục Ca khúc Dance/Electronic được yêu thích tại Zing Music Awards, nhưng không vào được top đề cử chung cuộc. Tại lễ trao giải Mai Vàng lần thứ 24, "Giả vờ say" đã giúp Đông Nhi chiến thắng hạng mục Nữ ca sĩ nhạc nhẹ và trở thành lần thứ tư cô được trao tặng danh hiệu này.

## Đêm hòa nhạc

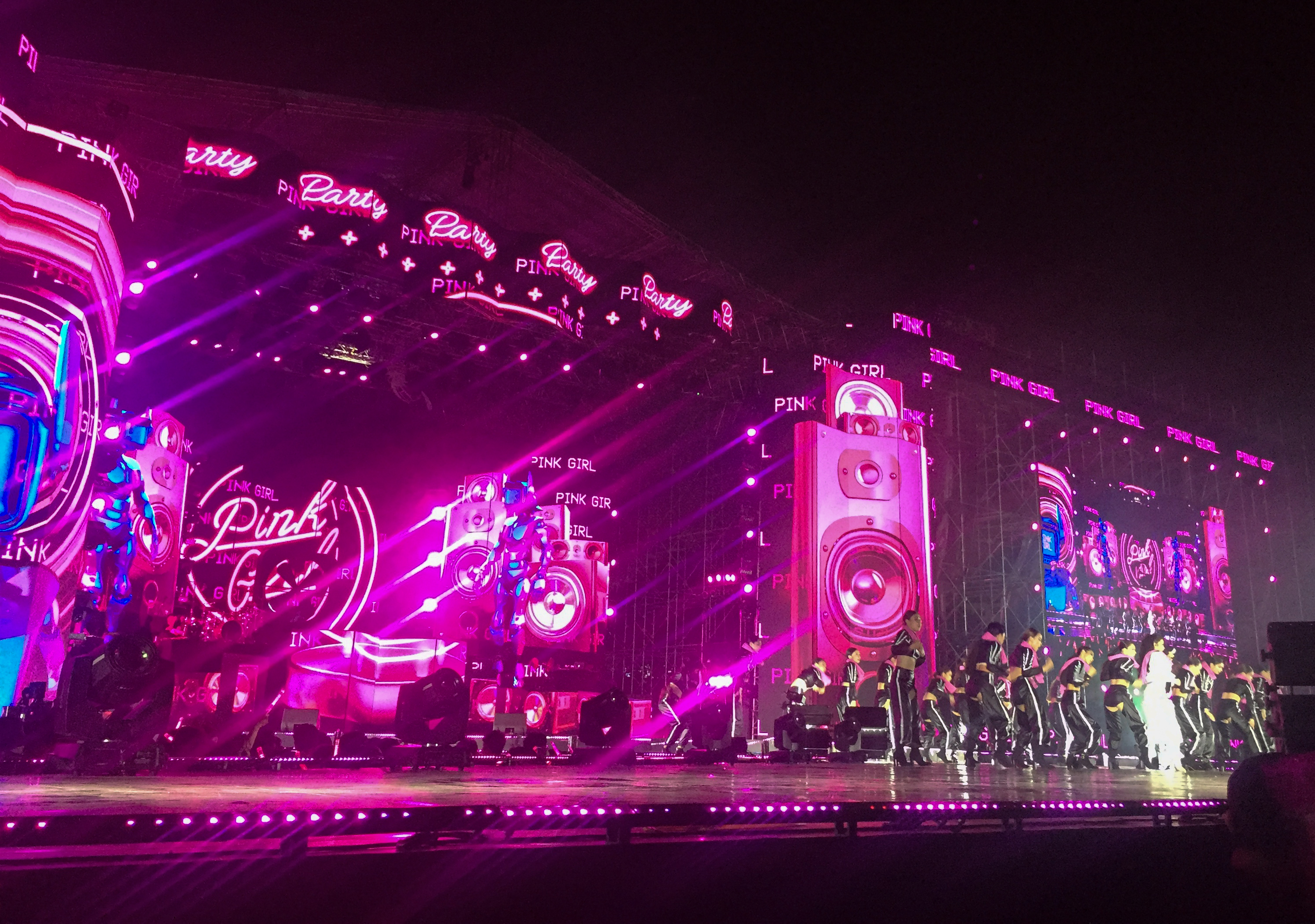
Sân khấu màn trình diễn "Pink Girl" tại đêm nhạc Ten on Ten

Đêm hòa nhạc Ten on Ten đã được tổ chức vào ngày 22 tháng 12 năm 2018 tại Sân vận động Quân khu 7. Chương trình được Hồ Hoài Anh chỉ đạo, phần âm nhạc do Đỗ Hiếu dàn dựng, phần phục trang do Alex Fox thiết kế. Xuyên suốt thời lượng 150 phút, Đông Nhi đã thể hiện tổng cộng 36 ca khúc thông qua 4 màn khác nhau của buổi diễn. Nữ ca sĩ xuất hiện ở phần đầu chương trình trong tạo hình "sinh vật đột biến" cùng 60 vũ công phụ họa trên sân khấu. Ở màn kế tiếp, Đông Nhi lần lượt trình bày toàn bộ các ca khúc nằm trong album chủ đề cùng tên. Hai phần diễn còn lại của chương trình chủ yếu tập trung vào các bản nhạc ballad và teen pop nổi tiếng trong sự nghiệp của nữ ca sĩ. Sân khấu của Ten on Ten được xem là một trong những sân khấu ca nhạc lớn nhất Việt Nam từ trước đến nay, với kích thước 100 × 18m cùng diện tích phần sân biểu diễn là 1.200m². Phần sân biểu diễn này ngoài ra còn được thiết kế theo hình chữ X (tượng trưng cho số 10).
40.000 vé phát hành của đêm nhạc được ban tổ chức ghi nhận đã bán hết. Sự đầu tư hoành tráng của buổi diễn đồng thời cũng thu hút nhiều lời khen ngợi từ giới truyền thông. Tuổi Trẻ Online nhận xét khả quan về chương trình: "Nếu là live show để khép lại một chặng đường hẳn sẽ không còn gì nhiều để trông chờ khi sô kết thúc. Nhưng Ten on Ten lại hé lộ những câu chuyện mới, vẽ nên một chân dung rõ nét nên có thể tin sẽ còn có nhiều cái để xem ở Đông Nhi." Bài báo của VTC News cũng chỉ ra đêm diễn Ten on Ten mang tiêu chuẩn tiệm cận với mô hình của các đêm hòa nhạc quốc tế. Buổi diễn sau đó đã nhận được một đề cử Cống hiến cho hạng mục Chương trình của năm. Tuy nhiên, phần chiến thắng lại thuộc về Romance – Người đàn ông & bông hoa trên ngực trái của nam ca sĩ Hà Anh Tuấn. Đông Nhi đồng thời cũng được trao tặng danh hiệu Ca sĩ của năm tại lễ trao giải này. Vào tháng 4 năm 2019, video ghi hình đêm diễn đã được công chiếu trên kênh YouTube và trang Facebook chính thức của Đông Nhi.

## Danh sách bài hát
Ngoại trừ các ca khúc được ghi chú, tất cả đều do Đỗ Hiếu sản xuất.
| STT              | Nhan đề                          | Sáng tác                 | Sản xuất         | Thời lượng |
| ---------------- | -------------------------------- | ------------------------ | ---------------- | ---------- |
| 1.               | "Giả vờ say"                     | Đỗ Hiếu                  |                  | 4:33       |
| 2.               | "Gọi em đi"                      | Max Vol                  |                  | 3:52       |
| 3.               | "Em không muốn nghi ngờ"         | Max Vol                  |                  | 4:43       |
| 4.               | "Kẹt nguyệt"                     | Lục Huy                  |                  | 4:32       |
| 5.               | "Con rối của em"                 | Đỗ Hiếu                  |                  | 3:28       |
| 6.               | "Xin lỗi anh quá phiền"          | Đông Nhi Đỗ Hiếu         |                  | 4:05       |
| 7.               | "Đóng cửa then cài trám xi măng" | Toof.P                   | Nguyễn Anh Vũ    | 3:37       |
| 8.               | "Người từng nói"                 | Huỳnh Hiền Năng          | Huỳnh Hiền Năng  | 3:42       |
| 9.               | "Vì em quá yêu anh"              | Đông Nhi Huỳnh Hiền Năng | Nguyễn Hoàng Anh | 4:12       |
| 10.              | "Đừng để anh đánh rơi em này"    | Max Vol                  |                  | 3:34       |
| Tổng thời lượng: | Tổng thời lượng:                 | Tổng thời lượng:         | Tổng thời lượng: | 40:18      |

## Ghi danh
Nguồn được tổng hợp từ thông tin ghi chú album Ten on Ten và Tidal.

### Sản xuất
- Đông Nhi – giám đốc điều hành
- Ông Cao Thắng – giám đốc điều hành
- Đỗ Hiếu – sản xuất (bài 1–6, 10), giám đốc âm nhạc, thu âm, phối âm, mastering
- Huỳnh Hiền Năng – sản xuất (bài 8), thu âm, phối âm, mastering
- Micky – sản xuất, phối âm, mastering
- Nguyễn Anh Vũ – sản xuất (bài 7)
- Nguyễn Hoàng Anh – sản xuất (bài 9)
- Trịnh Vũ – guitar

### Bìa đĩa
- Trí Nghĩa – giám đốc sáng tạo, nhiếp ảnh
- Đông Nhi – giám đốc sáng tạo
- Alex Fox – giám đốc thời trang